# Огоньйор
57°22′20″ пн. ш. 125°06′27″ сх. д. / 57.372222222222° пн. ш. 125.1075° сх. д.

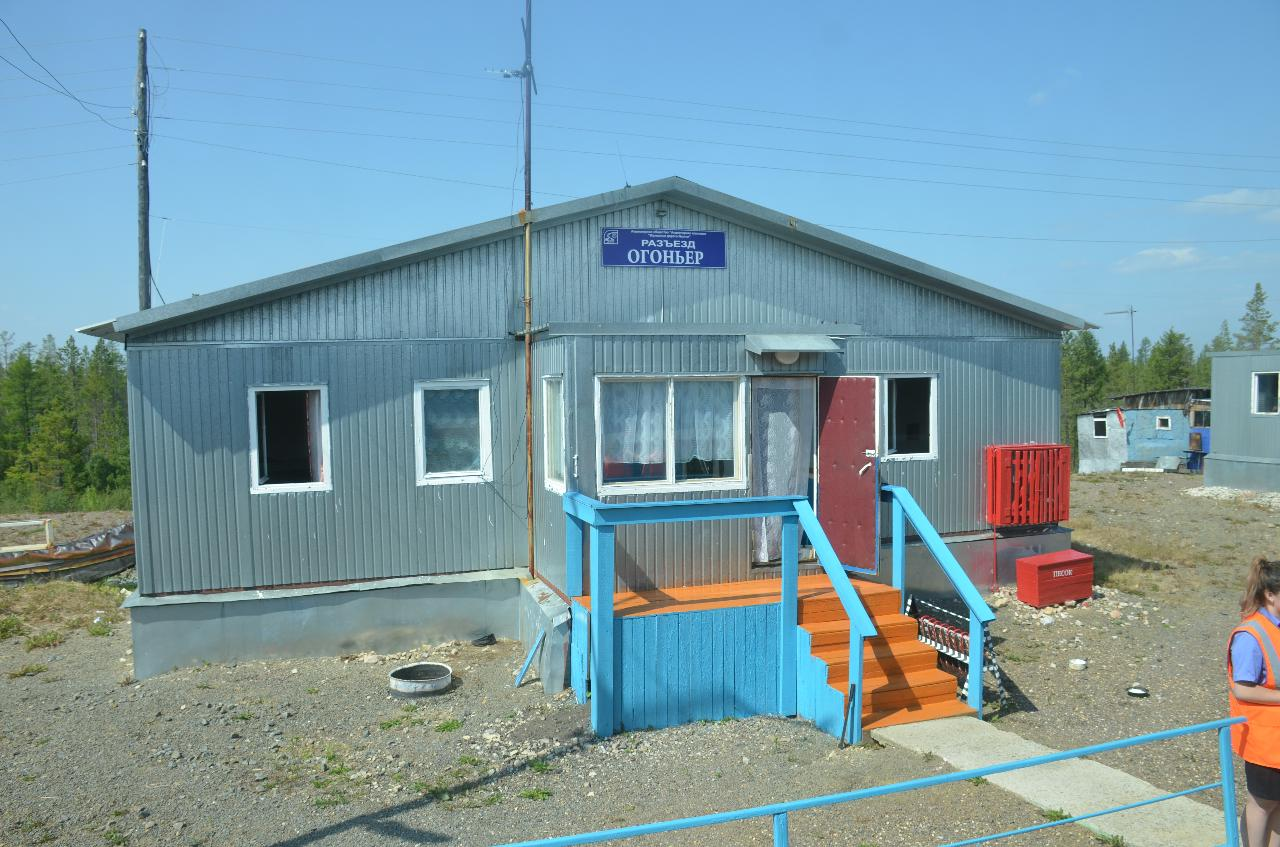
Вокзал

Огоньйор (рос. Огоньёр) — роз'їзд Якутської залізниці (Росія), розміщений на дільниці Нерюнгрі-Пасажирська — Нижній Бестях між роз'їздами Хатимі (відстань — 20 км) і Тайожна (44 км). Відстань до ст. Нерюнгрі-Пасажирська — 105 км, до транзитного пункту Тинда — 334 км.